# 謝小娥
謝氏（？年—？年），字小娥，洪州豫章（今江西省南昌）人。段居貞妻，唐朝知名的女性俠客。

## 生平
謝小娥的丈夫段居貞以重義氣聞名鄉里，兩人結婚一年多後，謝小娥的父親和段居貞乘船去做生意，遇上強盜，翁婿二人都被強盜殺害。謝小娥聞訊後跳江，沿著江漂流自身也傷腦骨折，被人所救。
謝小娥流浪乞討維生，抵達上元縣後，父親跟夫婿都來託夢，告訴她謎語。父親說：“殺我者，車中猴，門東草。”段居貞曰：“殺我者，禾中走，一日夫。”，說兇手名字就在其中，謝小娥問遍親友，無人能解。直到元和八年（813年）春，隴西李公佐解出了兩名兇手姓名：「殺你父親者必是申蘭，殺你丈夫的是申春，妳試著去尋找吧。」謝小娥泣謝。
謝小娥女扮男裝，與傭人們一起工作，打聽了一年多，得知申蘭在江州，申春在獨樹浦。兩人是堂兄弟。謝小娥到申蘭家當了傭人，謹慎地為他效力，申蘭逐漸信任她，很多事都交給她辦，甚至連搶來的贓物也交給她處理。謝小娥發現被盜的段、謝物品都在，知道她所做的夢是真的，於是伺機行動。
一日申蘭盡集群偷釃酒，申蘭與申春醉倒在臥房和大廳。謝小娥閉戶，拔佩刀斬申蘭首級，大呼捕賊。鄰居和官府前來抓賊，申春被逮捕，衙門沒收贓物千萬。謝小娥將賊黨的名字告訴官吏，罪人全數被殺，於是開始訴說自身罪狀。刺史張錫嘉獎其烈，上表給觀察使，但觀察使不願意請功，小娥只獲得免除死刑而已。
元和十二年（817年）夏，謝小娥回豫章後，士族人們爭相向謝小娥求婚。謝小娥卻遁入空門，剃髮為尼，垢衣糲飯終身。

## 藝術作品

### 小說
- 凌濛初《初刻拍案驚奇》[4]
- 李公佐《謝小娥傳》
- 李復言《續玄怪錄》[5]

### 戲曲
- 王夫之雜劇《龍舟會》
- 張曼娟與一心戲劇團歌仔戲《青絲劍》

## 評價
- 李公佐：嗟乎！余明辨二盜之姓名，小娥又能竟父夫之仇冤，神道不昧，昭然可知。小娥厚貌深辭，聰敏端樸，煉指跛足，誓求真如。爰自入道，衣無絮帛，齋無鹽酪，非律儀禪理，口無所言。[2]
- 呂坤：小娥之節孝無論，至其智勇有偉丈夫所不及者。娥許聘未嫁，一柔脆女子耳。[6]

## 延伸阅读
[在维基数据编辑]
 《新唐書/卷205》，出自《新唐書》